# العلاقات الإندونيسية النيوزيلندية
العلاقات الإندونيسية النيوزيلندية هي علاقات ثنائية خارجية تجمع بين إندونيسيا ونيوزيلندا. تُعد الدولتان شريكتين بشكل طبيعي بسبب وجود مصالح مشتركة كديمقراطتين وجارتين في منطقة آسيا والمحيط الهادئ. يُعد كلا البلدين عضوًا في منتدى التعاون الاقتصادي لدول آسيا والمحيط الهادئ. أقامت إندونيسيا ونيوزيلندا علاقات دبلوماسية رسمية في عام 1950. تملك نيوزيلندا سفارة في جاكرتا، وتملك إندونيسيا سفارة في ويلينغتون.

## التاريخ

### الثورة الإندونيسية
دعمت حكومة العمال الأولى التحذيرات البريطانية ضد هجوم الشرطة الهولندية، وذلك في الوقت الذي لم تهتم فيه نيوزيلندا كثيرًا بالثورة الوطنية الإندونيسية. دعمت أيضًا جهود نظيرتها الأسترالية لرفع النزاع الإندونيسي إلى مجلس الأمن التابع للأمم المتحدة في عام 1947. تظاهر العديد من أعضاء النادي الاشتراكي بجامعة فيكتوريا، بما في ذلك الزعيم الشيوعي المستقبلي رون سميث، لإدانة عمل الشرطة الهولندية في يوليو عام 1947. دعم عمال الموانئ النيوزيلندية أيضًا الواجهة البحرية الأسترالية ومقاطعة النقابات العمالية للنقل البحري الهولندي، فقوض ذلك الجهد العسكري الهولندي لاستعادة إندونيسيا.
أيدت نيوزيلندا جهود الجمهورية الإندونيسية للحصول على عضوية منتسبة في منظمة التجارة الدولية المقترحة ولجنة الأمم المتحدة الاقتصادية لآسيا والمحيط الهادئ. انتقد رئيس الوزراء بالنيابة آنذاك، والتر ناش، الهجوم الثاني للشرطة الهولندية باعتباره انتهاكًا لاتفاقية رينفيل، واقترح إحالة انتهاكات الهدنة إلى مجلس الأمن. أرسلت نيوزيلندا أيضًا ممثلًا إلى مؤتمر آسيوي في دلهي عقده رئيس الوزراء الهندي جواهر لال نهرو لمناقشة المسألة الإندونيسية. 

### أسس مبكرة
اعترف رئيس الوزراء سيدني هولاند رسميًا بجمهورية إندونيسيا بعد فترة وجيزة من نقل هولندا السيادة إلى جمهورية إندونيسيا الجديدة في 17 فبراير عام 1950. لم تُنشئ نيوزيلندا بعثة دبلوماسية حتى عام 1961، وذلك بسبب موارد إدارة الشؤون الخارجية النيوزيلندية المحدودة. مثلت السفارة البريطانية في جاكرتا المصالح الدبلوماسية والقنصلية لنيوزيلندا بدلًا من ذلك. امتلكت نيوزيلندا فرعًا لمنظمة خطة كولومبو في جاكرتا، واقتصرت وظائفه على تنسيق أنشطة نيوزيلندا بموجب المنظمة، ودعم الخبراء النيوزيلنديين المعينين في إندونيسيا.
حصل فرع منظمة خطة كولومبو على ترقية في فبراير عام 1961، وأصبح قنصلية عامة، وعُيِّن دنكان راي قنصلًا عامًا ثم قائمًا بالأعمال في وقت لاحق. رفع رئيس الوزراء كيث هوليواك مستوى البعثة إلى مفوضية في يناير عام 1963. اعتمد الإندونيسيون سفارتهم في أستراليا لدى نيوزيلندا في عام 1958. شغل الدكتور إيه. واي. هيلمي منصب أول وزير إندونيسي لدى نيوزيلندا.
وسعت نيوزيلندا مساعدتها لمنظمة خطة كولومبو في إندونيسيا بسرعة، وذلك عندما انضمت إندونيسيا إلى المنظمة في عام 1953. أرسلت نيوزيلندا خبراء إلى إندونيسيا بموجب خطة المساعدة الفنية، وتلقى المتدربون الإندونيسيون تدريبًا في نيوزيلندا. تضمنت مبادرات المعونة الفنية النيوزيلندية لإندونيسيا إنشاء مركز تدريب تجاري تقني، ودورات تدريبية قصيرة الأمد لممرضي الأسنان وأطباء الأسنان الإندونيسيين، وإيفاد مدرسين من نيوزيلندا للمساعدة في تدريس اللغة الإنجليزية في كليات المعلمين في إندونيسيا، و بناء مصنع جاكرتا لإنتاج ألواح الأسمنت الأسبستي. أُعيقت المساعدة الرأسمالية لخطة كولومبو النيوزيلندية بسبب التمويل المحدود من الجانب النيوزيلندي، والخبرة الفنية المحدودة من الجانب الإندونيسي. أرسلت نيوزيلندا 29 خبيرًا إلى إندونيسيا بحلول عام 1960، وحصل 99 إندونيسيًا على منح دراسية للتدريب في نيوزيلندا.

## الاقتصاد والتجارة
أصبحت التجارة أكثر سهولة بفضل اتفاقية التجارة الحرة بين أستراليا ونيوزيلندا، والتي دخلت حيز التنفيذ في نيوزيلندا في ديسمبر عام 2009 وفي بداية عام 2012 في إندونيسيا. قررت الصفقة إلغاء التعريفات الجمركية على جميع البضائع المستوردة بحلول عام 2010. اعتادت إندونيسيا تقليديًا أن تنظر إلى نيوزيلندا كمصدر للحوم ومنتجات الألبان، مثل لحم البقر والحليب والجبن، وهو الدور الذي تشاركه مع أستراليا.
بلغت صادرات نيوزيلندا إلى إندونيسيا 843 مليون دولار نيوزيلندي في عام 2016، وبلغت صادرات إندونيسيا إلى نيوزيلندا 724 مليون دولار نيوزيلندي. بلغ إجمالي التجارة الثنائية لمدة 12 شهرًا حتى يونيو عام 2016 قيمة 1.567 مليار دولار نيوزيلندي. كانت إندونيسيا ثالث أكبر شريك تجاري لنيوزيلندا في تجارة البضائع.

## مقارنة بين البلدين
هذه مقارنة عامة ومرجعية للدولتين:
| وجه المقارنة                                              | إندونيسيا         | نيوزيلندا                                              |
| --------------------------------------------------------- | ----------------- | ------------------------------------------------------ |
| المساحة (كم2)                                             | 1.90 مليون        | 268.02 ألف                                             |
| عدد السكان (نسمة)                                         | 263.99 مليون      | 4.24 مليون                                             |
| الكثافة السكانية (ن./كم²)                                 | 138.94            | 15.82                                                  |
| العاصمة                                                   | جاكرتا            | ويلينغتون، أوكلاند                                     |
| اللغة الرسمية                                             | اللغة الإندونيسية | لغة إنجليزية، اللغة الماورية، لغة الإشارة النيوزيلندية |
| العملة                                                    | روبية إندونيسية   | دولار نيوزيلندي، الجنيه النيوزيلندي                    |
| الناتج المحلي الإجمالي (بليون دولار)                      | 1.02 تريليون      | 205.85 مليار                                           |
| الناتج المحلي الإجمالي (تعادل القوة الشرائية) بليون دولار | 2.85 تريليون      |                                                        |
| الناتج المحلي الإجمالي الاسمي للفرد دولار أمريكي          | 3.35 ألف          |                                                        |
| الناتج المحلي الإجمالي للفرد دولار أمريكي                 | 10.52 ألف         |                                                        |
| مؤشر التنمية البشرية                                      | 0.684             | 0.914                                                  |
| رمز المكالمات الدولي                                      | +62               | +64                                                    |
| رمز الإنترنت                                              | .id               | .nz                                                    |
| المنطقة الزمنية                                           |                   | ت ع م+13:00، ت ع م+12:00                               |

## منظمات دولية مشتركة
يشترك البلدان في عضوية مجموعة من المنظمات الدولية، منها:
| علم المنظمة | اسم المنظمة                                      | تاريخ انضمام إندونيسيا | تاريخ انضمام نيوزيلندا |
| ----------- | ------------------------------------------------ | ---------------------- | ---------------------- |
|             | بنك التنمية الآسيوي                              | 1966                   | 1966                   |
|             | وكالة ضمان الاستثمار متعدد الأطراف               | 12 أبريل 1988          | 22 أبريل 2008          |
|             | الأمم المتحدة                                    | 28 سبتمبر 1950         | 24 أكتوبر 1945         |
|             | الفريق المعني برصد الأرض                         | ?                      | ?                      |
|             | منظمة حظر الأسلحة الكيميائية                     | ?                      | ?                      |
|             | منظمة التجارة العالمية                           | ?                      | ?                      |
|             | منظمة الشرطة الجنائية الدولية                    | 5 أكتوبر 1954          | ?                      |
|             | مؤسسة التنمية الدولية                            | 20 أغسطس 1968          | 1 أكتوبر 1974          |
|             | يونسكو                                           | 27 مايو 1950           | 4 نوفمبر 1946          |
|             | الاتحاد البريدي العالمي                          | ?                      | ?                      |
|             | البنك الدولي للإنشاء والتعمير                    | 13 أبريل 1967          | 31 أغسطس 1961          |
|             | منتدى آسيان الإقليمي ‏                            | ?                      | ?                      |
|             | المنظمة الهيدروغرافية الدولية                    | ?                      | ?                      |
|             | الاتحاد الدولي للاتصالات                         | 1949                   | 3 يونيو 1878           |
|             | مؤسسة التمويل الدولية                            | 23 أبريل 1968          | 31 أغسطس 1961          |
|             | المركز الدولي لتسوية المنازعات الاستشارية        | 28 أكتوبر 1968         | 2 مايو 1980            |
|             | منتدى التعاون الاقتصادي لدول آسيا والمحيط الهادئ | 6 نوفمبر 1989          | 6 نوفمبر 1989          |

## وصلات خارجية
- موقع وزارة الخارجية الإندونيسية
- موقع وزارة الخارجية النيوزيلندية